# تعمية بالمناقلة

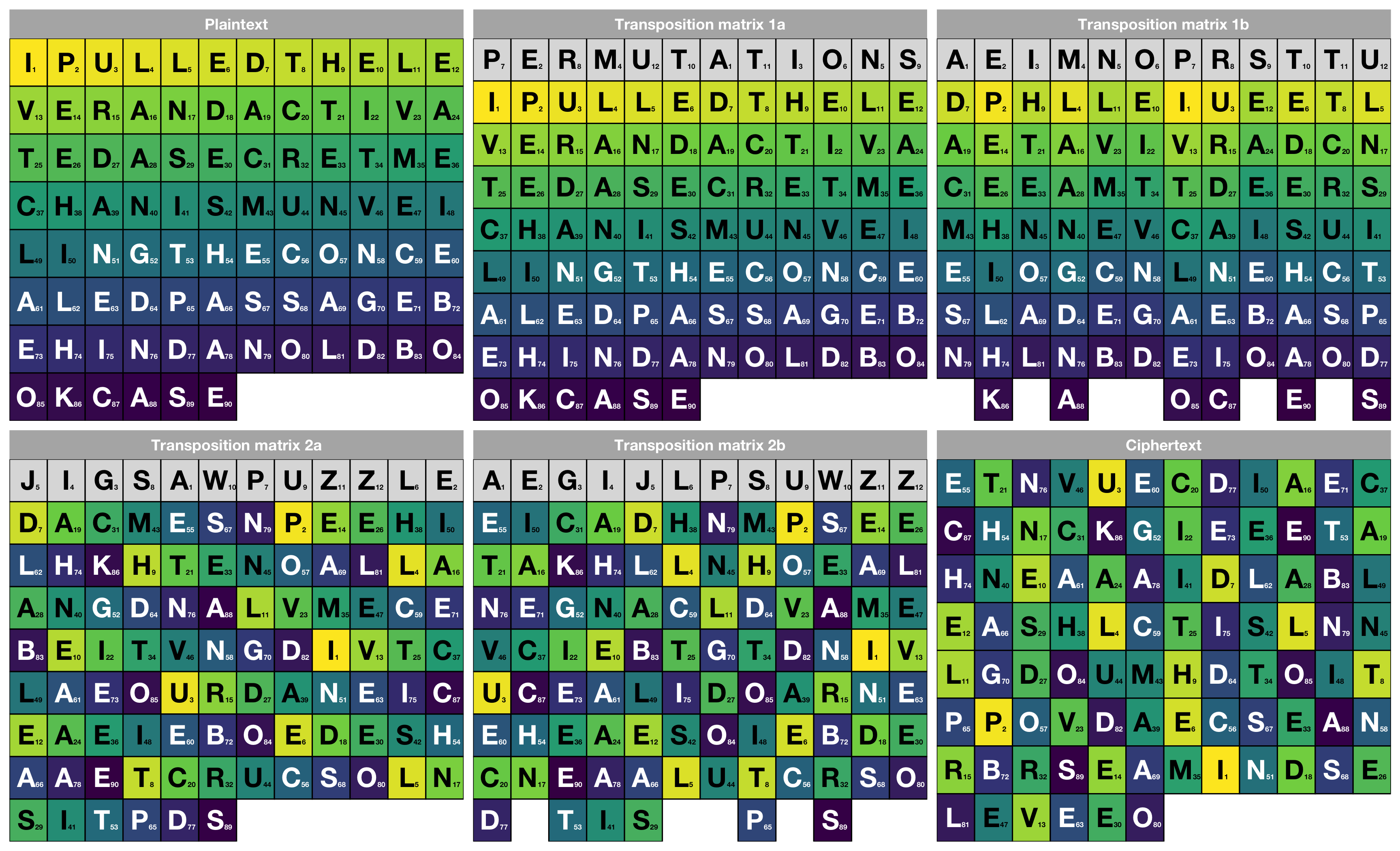
إجرائية خطوة بخطوة للتعمية بالمناقلة العمودية المزدوجة.

في التعمية، التعمية بالمناقَلة (بالإنجليزية: Transposition cipher) أو التعمية بالتبديل (بالإنجليزية: Permutation cipher)، عُرفت في عصر الحضارة الإسلامية باسم التعمية بالقلب والتعمية بالبعثرة، هي طريقة تعمية تُبعثِر مواضع المحارف (مناقلة) دون تغيير المحارف نفسها. في التعمية بالمناقلة، يعاد ترتيب وحدات النص الواضح (عادةً المحارف أو مجموعات منها) وفقًا لنظام منتظم لإنتاج نص معمى وهو تبديل للنص الواضح. وهي تختلف عن التعمية الإعاضة، التي لا تغير موضع وحدات النص الواضح، بل تغير الوحدات نفسها. وعلى الرغم من الفرق بين عمليات المناقلة والإعاضة، إلا أنه في كثير من الأحيان تُجْمَع بينهما، كما هو الحال في طرق التعمية التاريخية مثل تعمية ADFGVX [الإنجليزية] أو طرق التعمية المعقدة عالية الجودة مثل معيار التعمية المتقدم (AES) الحديث.